# 집사 (기독교)
집사(執事, deacon)는 보조자라는 뜻인 헬라어 디아코노스를 번역한 말로, 주로 개신교에서 평신도가 맡는 직분을 이르는 말이다. 로마 가톨릭과 성공회에서 사용하는 '부제'의 개념 역시 같은 헬라어 단어로부터 유래한 것이나, 사용되는 맥락에는 상당한 차이가 있다.
'디아코노스'의 직분은 사도행전 6장에서 스데파노를 비롯해 브로코로, 니가노르 등 7명을 뽑아 안수하고 식량 배급 등 회계의 사무를 맡긴 것을 기원으로 본다. 초대교회에서 '디아코노스' 개념은 목사 또는 장로의 직분과 엄밀히 구분되지 않았으나, 2세기 이후 로마감독(교황)의 강화된 수위권에 따른 수직적 직분체계가 정립됨에 따라 성직자로서의 '디아코노스'의 선출에서 평신도들의 참여는 점차 배제되기 시작했다. 중세교회에 이르면 평신도들은 사제 등 성직은 물론 디아코노스 등의 직분의 임명과 선출로부터 완전히 배제되었고, 이에 종교개혁 이후 등장한 개신교회는 사제가 특별한 계급이 아니라는 이른바 '만인제사장' 설에 따라 평신도들에게 여러 직분을 나누어주게 되었다. 이 과정에서 '디아코노스'의 뜻은 개신교회와 로마 가톨릭에서 상당히 다른 의미를 지니게 되었고, 그 번역어인 개신교회의 '집사'와 가톨릭의 '부제' 역시 별개의 맥락을 이루게 되었다.:37-40
한국 개신교회에서는 교회에서 봉사하는 직분을 일컫는다. 한국 개신교회의 각 교단 헌법에 따르면 대개 만 30세 이상이며, 일정기간동안 교회에 등록하여 신앙생활을 한 기혼자가 집사의 직을 임명받게 되어 있다. 이와 달리 안수하여 세우는 집사의 직분이 있는데, 이를 흔히 "안수집사" 또는 "장립집사"라는 명칭으로 부른다. 한편으로 장로교를 비롯한 여러 개신교단에서는 1년직인 서리(署理)집사와 안수(按手)집사로 구분한다.

## 같이 보기
- 보조자 (기독교)
- 만인 제사장